# Дева Мария, развязывающая узлы

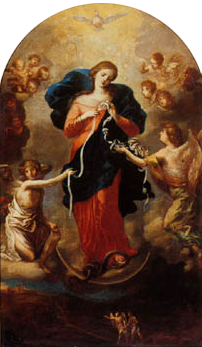
Дева Мария, развязывающая узлы. Оригинал картины из Аугсбурга

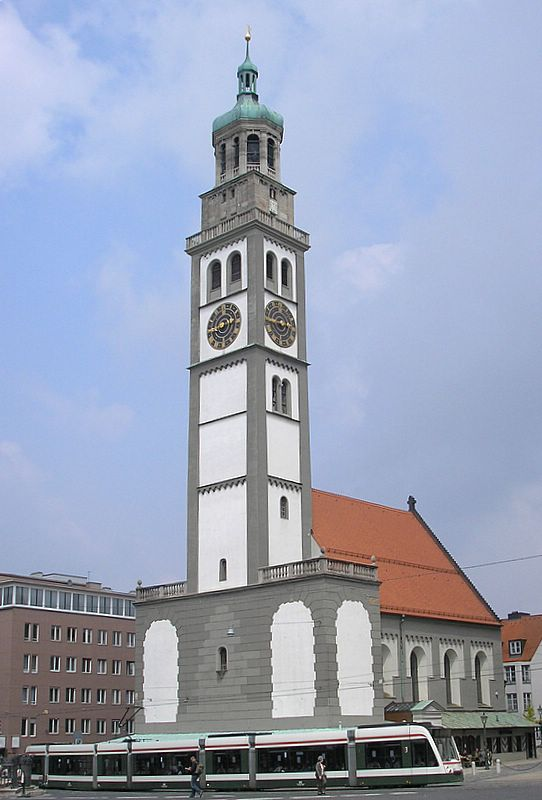
св. Петра + Перлахтурм

Мария, распутывающая узлы — тип изображения Богородицы в римско-католической иконографии новейшего времени. Сюжет образа восходит к словам святого Иринея: «узел непослушания Евы получил разрешение чрез послушание Марии. Ибо что связала Ева чрез неверность, то Дева Мария разрешила чрез веру». Каноническое изображение, написанное Иоганном-Мельхиором-Георгом Шминдлером в стиле барокко около 1700 года, хранится в церкви св. Петра в Аугсбурге. Культ вокруг этого образа возник лишь в 1980-е годы, в Латинской Америке, под влиянием священника-иезуита Хорхе Марио Бергольо, позже интронизированного как папа Франциск I.

## История
По легенде, около 1610 года баварский дворянин Вольфганг Лангенмантель обратился к аугсбургскому иезуиту Якобу Рему с просьбой примирить его с женой. Семейство шло к разводу, что в тогдашней Баварии было немыслимым. Рем приказал мужу принести ритуальные ленты, использовавшиеся при венчании, и совершил над этими лентами молитву о том, «чтобы все узлы развязались и споры разрешились». Легенда утверждает, что при этом Рем пережил явление богородицы. Супруги сумели договориться, а около 1700 года их внук Иероним Лангенмантель (к тому времени — настоятель монастыря св. Петра) заказал Иоганну-Мельхиору-Георгу Шминдлеру картину в память о чуде, произошедшем в 1610 году.
В 1986 аугсбургскую картину увидел аргентинский священник Хорхе Марио Бергольо. Формально, Бергольо приехал в Германию для работы над диссертацией; фактически, он был отозван из Аргентины под давлением властей ордена, опасавшихся, что деятельность Бергольо доведёт его аргентинское отделение до раскола. Бергольо, находившийся под гнётом обстоятельств, воспринял сюжет картины как личное откровение. Бергольо привёз в Аргентину репродукцию картины и популяризовал образ так, что в стране возник культ Марии — разрешительницы житейских проблем.